# Kwietno
Kwietno é uma vila na Comuna de Malczyce, na província Środa Śląska, no Baixa Silésia, em sudoeste da Polônia. Antes de 1945, a vila fazia parte da Alemanha.
A vila tem uma população de 400 habitantes.